# Alvar-rosettmossa
Alvar-rosettmossa (Riccia subbifurca) är en levermossart som beskrevs av Crozals. Alvar-rosettmossa ingår i släktet rosettmossor, och familjen Ricciaceae. Arten är reproducerande i Sverige.